# Rosario Orrego Castañeda
Rosario Orrego Castañeda (Copiapó, 1831 - Valparaíso, 21 de maig de 1879), coneguda també com a Rosario Orrego de Uribe, Rosario Orrego de Chacón o amb seu pseudònim Una madre, va ser una novel·lista, poeta, editora, periodista i educadora xilena. És considerada la primera dona novel·lista de Xile, una pionera en el camp poètic femení en aquest país i una de les precursores de la literatura femenina a nivell d'Hispanoamèrica.
Va iniciar la seva carrera literària en la La Semana; com a editora, va fundar el 1873 la revista Valparaíso, on hi van col·laborar, a més, tres dels seus fills.
Va ser també la primera dona en integrar una acadèmia de literats: l'Acadèmia de Belles Lletres de Santiago, conformada a mitjan el segle xix per l'elit intel·lectual xilena.

## Biografia
Rosario Orrengo era de Manuel Andrés Orrego i Rosario Castañeda.
A l'edat de catorze anys es va casar amb Juan José Uribe, l'acabalat de la indústria minera de Chañarcillo, amb qui va tenir cinc fills: Héctor, Luís, Laura, i les future escriptores Ángela i Regina Uribe Orrego, la qual va ser la primera dona a rebre el títol de batxiller en humanitats a Xile. La major part de la seva vida va residir a Valparaíso, ciutat on va emigrar el 1853 per la malaltia del seu marit.
Després d'enviduar, el 1874 es va casar amb el jurista, periodista i també escriptor Jacinto Chacón Barrios, oncle del militar Arturo Prat. Chacón és considerat un dels precursors de l'espiritisme en Xile i en el seu honor es va fundar l'associació espiritista Centro Jacinto Chacón a Valparaíso el 1904. Rosario Orrego també va participar en la práctica espiritista.

## Producció literària
Va tenir una destacada participació en el camp de les lletres xilenes durant la segona meitat de segle xix, activitat que va desenvolupar gairebé íntegrament a Valparaíso. A més, va participar en diverses organitzacions literàries i filantròpiques en pro dels drets de les dones. Pel que fa a això, durant aquesta època se'n destaca d'ella «la seva vehement propòsit i campanya per ampliar la instrucció i educació de la dona, com també un accentuat esperit solidari cap als més desvalguts de la societat».
Va escriure en diferents de revistes i diaris al llarg de la seva vida, entre ells La Revista del Público, Sud-América, Chilena, La Semana i la Revista del Pacífico, que va fundar el seu segon marit, Jacinto Chacón; a més, el 1873 va fundar i va editar la revista Valparaíso.
El 1872, José Victorino Lastarria la va nomenar sòcia honorària de l'Acadèmia de les Belles Lletres a Santiago, el que la va transformar en la primera dona que va integrar una organització d'aquest estatus en la història de Xile, «dada que il·lustra la seva vàlua i importància en les lletres nacionals».

### Novel·la
Va debutar en el món de la novel·la amb Alberto el jugador, un text «de tall romàntic i costumista on s'hi observa l'ambient de la burgesia i s'hi confronten els codis morals i socials del moment», que va publicar per entregues a principis de la dècada de 1860 a la Revista del Pacífico.
La seva segona novel·la (probablement inconclusa) es va titular Los busca vidas: novela de costumbres i va aparèixer en 1862. En ella s'hi veu una major preocupació social i fa una mirada de la situació de les dones en els conflictes socials de l'época. Aquesta visió d'Orrengo va revelar «el coneixement profund d'un moment d'auge en la vida nortina, quan hi arribaven persones de tot arreu a buscar feina i riquesa, produint d'aquesta manera l'ascens d'una burgesia minera».
El 1870 va publicar Teresa, una novel·la romàntica amb tints polítics que es va ambientar en les albors de la Independència de Xile. Els crítics han considerat que aquesta novel·la «trenca els paràmetres convencionals de l'abordatge al subjecte dona en la literatura» xilena de segle XIX.
Aquesta trilogia va transformar a Rosario Orrego en una de les precursores de la novel·la hispanoamericana al costat de Juana Manso, Mercedes Marín, Gertrudis Gómez de Avellaneda, Julia López de Almeida, Clorinda Matto de Turner, Manuela Gorriti i Mercedes Cabello de Carboneda, entre d'altres.

### Poesia
Rosario Orrengo va cultivar també la poesia, gènere literari que va abordar a través de diverses col·laboracions a la revista La Setmana, on signava sota el pseudònim «Una Madre». Durant aquesta època va tenir un sentit autocrític del seu treball i va arribar a dir «jo vaig poder estimar el poc que valien aquests pobres versos, perquè els criticaven davant meu». El seu anonimat en aquest gènere va durar catorze anys, fins que el 1872, i a instàncies dels seus amics i editors, va optar per començar a signar els seus treballs amb el seu nom real. Amb les escriptores atacamenyes Mercedes Marín del Solar i Nicolasa Montt de Marambio, és considerada una de les pioneres en el camp de la poesia femenina a Xile.

### Periodisme
D'altra banda, el 1873 va fundar i va editar la Revista Valparaíso, un mitjà de comunicació de periodicitat quinzenal consagrat a les arts, les lletres i les ciències. En aquesta revista, a més, va col·laborar amb notes de premsa al costat dels seus fills Regina, Luis i Laura. Va ser en aquesta revista on va publicar per entregues la seva tercera novel·la titulada Teresa. Per la seva tasca periodística, se la considera també una de les pioneres del periodisme xilè.

## Obra
- Alberto el jugador (Santiago: Editorial Cuarto Propio, 2001; 1860).

- Sus mejores poemas, artículos y su novela corta "Teresa" (Santiago: Editorial Nascimento, 1931).
- Obra completa: Rosario Orrego 1831 - 1879 (Copiapó: [s.n.], 2003).